# Can Serra de Breners
Can Serra de Breners és una masia de Sant Mateu de Bages inclosa a l'Inventari del Patrimoni Arquitectònic de Catalunya.

## Descripció
El cup del mas "Can Serra de Braners" presenta una estructura circular, que es podria definir com la d'una barraca de vinya, encara que de dimensions més grans. La coberta es creu que en el seu origen seria de falsa volta, però actualment no es conserva, i s'ha tapat amb una superfície plana de ciment. L'aparell és força irregular, obrat amb pedres petites disposades, en alguns punts, en filades. Al cup s'aprecia un mur de reforç de pedres fins a l'alçada de dos metres. Al cantó sud hi ha una escala que condueix a la part alta del mateix, per on entrarien els portadors de raïm. La boixa i l'aixeta de sortida no la podem distingir degut a l'enrunat i a la fullaraca que hi ha a la base.
Actualment ja no s'utilitza com cup. Temps enrere, uns 9 anys es feia servir de dipòsit d'aigual.

## Història
La masia es creu fou construïda a finals del segle xvii p. Del XVIII. La data de 1695 gravada en la finestra així ens ho indica.
És propietat de Can Figuera (Pere Esquerrà), una gran i rica masia que hi ha en aquell mateix indret. Actualment està arrendada a famílies de ciutat i ha deixat de tenir la funció agrícola originaria.
El seu estat de conservació és bo.